# Processo speciale
Nel campo della produzione un processo si dice speciale quando la sua validità non può essere valutata attraverso misurazioni finali sul prodotto o sul processo stesso, e perciò deve essere sottoposto a metodologie di pianificazione, di controllo e di qualifica.
L'impossibilità di effettuare un controllo di qualità finale sul prodotto è dovuta a:
- Dimensioni e complessità di prodotti e impianti (dove la complessità è proporzionale al numero dei componenti e alle interazioni tra loro)
- Pericolosità di alcune tecnologie (es. centrali nucleari)
- Necessità di controllare i servizi (non si può misurare la conformità di un servizio dopo che questo è stato erogato)